# Matías Novoa
Matías Novoa Burgos (Valparaíso, Chile; 14 de junio de 1980) es un actor chileno radicado en México desde 2007, donde inició una carrera como modelo.

## Primeros años
Nació en Valparaíso y pertenece a una familia de clase media de la Quinta Región. Su padre es un ejecutivo en Miami, su madre, Alejandra Burgos Azancot.

## Carrera
Tras dedicarse durante un tiempo al modelaje en su Chile natal, en 2006 contrajo matrimonio con la cantante chilena Daniela Castillo. Viajó a México en 2007, junto a su esposa. Daniela regresó a Chile, pero Matías permaneció en México, producto del fracaso matrimonial entre ambos. Así Matías decidió probar suerte en el modelaje, fue descubierto por un agente de TV Azteca, quien le propone estudiar actuación. Es entonces cuando decide quedarse en forma permanente en México, para comenzar a desarrollar su carrera como actor de televisión.
Cuando se capacitaba en el CEFAT (taller de actuación de TV Azteca), recibió la oportunidad de actuar en la telenovela Mujer comprada, protagonizada por José Ángel Llamas, Andrea Martí y Gabriela Vergara. Tiempo después inició una relación con la actriz venezolana María José Magán con quién tuvo un hijo, Axel Novoa Gómez, nacido en 2011. 
En 2013 participó en Hombre tenías que ser transmitida por TV Azteca. En 2015 participó en Tanto amor interpretando a David Roldán y en la serie de terror y suspenso Dos Lagos la cual se estrenó en 2017. 
En 2013 participó en el programa La Isla, el reality. En 2016, vuelve a participar en el reality en la versión, La Revancha.
En 2018 participa en la producción Telemundo, Enemigo íntimo y El señor de los cielos. En 2020, hizo una participación especial como Amado Casillas en La doña 2 y en 2021, participó en la serie mexicana de Netflix, ¿Quién mató a Sara?.

## Filmografía

### Televisión
| Año       | Título                 | Personaje                                       |
| --------- | ---------------------- | ----------------------------------------------- |
| 2008-2009 | Secretos del alma      | Efrén                                           |
| 2009-2010 | Mujer comprada         | Germán                                          |
| 2010      | Quiéreme tonto         | Juan Diego Cruz                                 |
| 2011      | Bajo el alma           | Diego Quiroz / Diego Cavazos                    |
| 2012      | La Teniente            | Nicolás Alejo                                   |
| 2013-2014 | Hombre tenías que ser  | Pablo Cantú                                     |
| 2015-2016 | Tanto amor             | David Roldán Hernández                          |
| 2017      | Nada personal          | Comandante Santiago Leal                        |
| 2017      | Dos Lagos              | David Laborde                                   |
| 2018-2020 | Enemigo íntimo         | Daniel Laborde / Eduardo Tapia García "Tilapia" |
| 2018-2020 | El señor de los cielos | Amado Casillas Leal "El Águila Azul"            |
| 2020      | La Doña                | Amado Casillas Leal "El Águila Azul"            |
| 2021-2022 | ¿Quién mató a Sara?    | Nicandro                                        |
| 2021      | Vencer el pasado       | Claudio Fonseti                                 |
| 2021-2022 | Madre solo hay dos     | Ferrán                                          |
| 2022      | La herencia            | Juan del Monte                                  |
| 2022      | Armas de mujer         | Pablo Cabello                                   |
| 2022      | La Reina del Sur       | Nacho Duarte                                    |
| 2022-2023 | Cabo                   | Alejandro Noriega                               |
| 2023      | Vencer la culpa        | Pablo Córdoba                                   |
| 2024      | Marea de pasiones      | Marcelo Bernal                                  |

### Reality
- La isla: El reality - La revancha[16] (2016) — Participante (5º Eliminado)
- El Hormiguero MX (2014) —Invitado[17]
- La isla: El reality[16] (2013) — Participante (8º Eliminado)

### Cine
- Doblemente Embarazada 2 (2022) — Felipe[18]
- Doblemente embarazada (2019) — Felipe[19]
- Reverse[20] (2015)
- Frío. Silencio. Aire. (2013) — Alex[21]

### Vídeos musicales
- Dueña de mi corazón, de Daniela Castillo